# Sugar Land
Sugar Land város az USA Texas államában, Fort Bend megyében. Lakosainak száma 111 026 fő (2020. április 1.). Sugar Land Missouri City, Stafford és Meadows Place községekkel határos. Itt játszódik a Sugarlandi hajtóvadászat című Spielber film. 

## Népesség
A település népességének változása:
| Lakosok száma | 78 817 | 83 860 | 111 026 |
|               | 2010   | 2013   | 2020    |